# 世界ボクシング殿堂
世界ボクシング殿堂（せかいボクシングでんどう、World Boxing Hall of Fame）は、アメリカ・ロサンゼルスに所在する、ボクシングに多大な功績を残した人物を称える博物館である。
1980年にエヴェレットL.サンダースによって設立。
世界規模のボクシング殿堂は他にニューヨーク州の「国際ボクシング名誉の殿堂博物館」があるが、こちらの方が歴史は古い。
元世界王者以外からも多く選んでいるのが特徴。

## 殿堂入りした日本人
2008年9月23日に、世界ボクシング殿堂が本田明彦を関係者部門への殿堂入りを決定。日本人の同殿堂入りはファイティング原田、ジョー小泉以来三人目である。11月15日にロサンゼルスのマリオットホテルにて殿堂入りのセレモニーが行われた。

## 殿堂入り人物
| A - ジョージ・エイブラムス - スティーブ・アクント - グェン・アダイール - ジョニー・アディ - アルティエ・アイダラ - モハメド・アリ - ルー・アンバース - サミー・アンゴット - ビト・アンツォフェルモ - フレッド・アポストリ - レイ・アーセル - ジョーイ・アーチャー - アレクシス・アルゲリョ - ベビー・アリズメンディ - ヘンリー・アームストロング - ボブ・アラム - テディ・アトラス - エイブ・アッテル - キッド・アズテカ B - ハリー・バラフ - ヤング・フィルポ - ジョー・バルナム - カーメン・バシリオ - ジョゼ・ベセラ - ウィルフレド・ベニテス - ニノ・ベンベヌチ - ジャック・キッド・バーグ - イグナシオ・ベリスタイン - ポール・バーレンバッハ - アル・ベルンシュタイン (2009) - メリオ・ベッチーナ - ホワイティ・ビムスタイン - ジミー・ビビンズ - ジャック・ブラックバーン - ジョージ・ブレイク - チャック・ボダク - ルー・ボガシュ - エンリケ・ボラーニョス - オスカー・ボナベナ - エディ・ブッカー - コーネリアス・ボサ・エドワーズ - ジェームス・J・ブラドック - ウンベルト・ブランチーニ - ビル・ブレンマン - テディ・ブレナー - チャールズ・ブローダス - ルー・ブロイラード - ジョー・ブラウン - パナマ・アル・ブラウン - アミルカル・ブルーサ (2009) - ケン・ブキャナン - ジョニー・バックレー - マイケル・バッファー - チャーリー・バーレー - トミー・バーンズ - Dr.ジェリー・バス - ロバート・バード C - ミュシー・キャラハン - ジミー・キャノン - ミゲル・カント - オルランド・カニザレス (2009) - トニー・カンゾネリ - ビル・キャプラン - プリモ・カルネラ - ハリー・カーペンター - ジョルジュ・カルパンチェ - ジミー・カラザース - ジミー・カーター - チャールズ・カサス - マルセル・セルダン - アントニオ・セルバンテス - ボビー・チャコン - ジェフ・チャンドラー - ドン・チャルジン - イザード・チャールズ - カルロス・チャベス - フェブラ・チャベス - フリオ・セサール・チャベス - キッド・チョコレート - ジョージ・チュバロ - ジル・クランシー - ビリー・コン - ジェームス・J・コーベット - ヤング・コーベット2世 - ヤング・コーベット3世 - ホセ・クエバス D - カス・ダマト - ハロルド・デード - レス・ダーシー - チャールズ・ピアース・ダービー - ミッキー・デービス - アルベルト・ダビラ - エステバン・デ・ヘスス - Dr.マイク・デルカ - トニー・デマルコ - ゴードン・デル・ファロ - ジャック・デンプシー - マーティ・デンキン - ジョージ・ディクソン (2009) - アーサー・ドノバン - ミッキー・ダフ - アンジェロ・ダンディー - クリス・ダンディー - ジョニー・ダンディー - ドン・ダンフィー - ラルフ・デュパス - ロベルト・デュラン (2006) - ヤンシー・ダルハム - ルー・デュバ E - アイリーン・イートン - ジョセフ・エリア - ジミー・エリス - フラッシュ・エロルデ - ディック・エンバーグ - ルー・エスキン F - ジョニー・ファメション - ジェフ・フェネック - ジャッキー・フィールズ - ルー・フィリッポ - ジャック・フィスケ - ボブ・フィッシモンズ - デル・フラナガン - グレン・フラナガン - ナット・フレイシャー - ジョニー・フローレス - タイガー・フラワーズ - ジョージ・フォアマン - ボブ・フォスター - チャールズ・フォスター - ドン・フレーサー - ジョー・フレージャー - ジーン・フルマー - エディ・ファッチ | G - ジョージ・ガインフォード - カオサイ・ギャラクシー - ビクトル・ガリンデス - トム・ギャレリー - ジョー・ガンス - セフェリノ・ガルシア - フランキー・ガルシア - キッド・ギャビラン - ジェリー・ゲイスラー - ベニー・ジョルジーノ - ジョーイ・ジアンブラ - ジョーイ・ジャーデロ - マイク・ギボンズ - トミー・ギボンズ - バート・ギルロイ - ベニー・ゴールドバーグ - ルビー・ゴールドスタイン - ウイルフレド・ゴメス - ジョニー・ゴンサルベス - ウンベルト・ゴンザレス - ロドルフォ・ゴンザレス - ダン・グーセン - ビリー・グラハム - ジャッキー・グレイブス - ロッキー・グラジアノ - ハリー・グレブ - メル・グレブ - ミッチ・グリーン - ベイブ・グリフィン - エミール・グリフィス - レグ・グットリッジ H - マービン・ハグラー - アルフォンス・アリミ (2009) - ジョン・ホール - ファイティング原田 - モーリス・ハリス - チャック・ハセット - グレグ・ホーゲン (2008) - クラレンス・ヘンリー - ジョー・ハーマン - ヘナロ・エルナンデス - ラファエル・エレア (2009) - デューク・ハロウェイ - ラリー・ホームズ (2007) - アル・ホスタック - エース・ハドキンス - チャック・ハル - ジョー・ハンフリーズ - ジャック・ハーレイ I - サム・イチノセ J - ボー・ジャック - ジュリアン・ジャクソン (2006) - ピーター・ジャクソン - ジム・ジェイコブズ - マイク・ジェイコブズ - ハリー・ジェフラ - ジェームズ・ジェンキン (2009) - ルー・ジェンキンス - エデル・ジョフレ - インゲマル・ヨハンソン - ハロルド・ジョンソン - ジャック・ジョンソン - マービン・ジョンソン (2008) - ゴリラ・ジョーンズ - ドン・ジョーダン - ルディ・ジョーダン K - ハンク・キャプラン - マイケル・カッツ - ジャック・ケアンズ - トム・ケリー - ダンカン・ケネディ - スタンリー・ケッチェル - ドン・キング - フランク・クラウス L - フィデル・ラバルバ - ジェイク・ラモッタ - イスマエル・ラグナ - ジム・ランプレー - ケニー・レーン - ミルズ・レーン - サム・ラングフォード - ティッピー・ラーキン - ジョージ・ラクタ - ハロルド・リーダーマン - リッチー・レモス (1989) - ジミー・レノン - ジミー・レノン・ジュニア - ベニー・レナード - シュガー・レイ・レナード - ガス・レスネビッチ - ジョン・ヘンリー・ルイス - レノックス・ルイス (2008) - A・J・リーブリング - ソニー・リストン - ニコリノ・ローチェ - ノルム・ロックウッド - ドン・ロンガネッカー - ダニー・ロペス - リカルド・ロペス (2007) - ヤキー・ロペス (2007) - トミー・ローラン - ジョー・ルイス - ジョージ・ラックマン - レイ・ルーニー M - ラウル・マシアス - ルイス・マガナ - ビリー・マホニー - アラン・マラムード - リカルド・マルドナルド - レイ・マンシーニ (2006) - サミー・マンデル - ロッキー・マルシアノ - ロイド・マーシャル - ジョーイ・マキシム - マイク・マッカラム - ジェラルド・マクレラン (2007) - ジャッキー・マッコイ - テリー・マクガバン - バリー・マクギガン - ジミー・マクラーニン - アーサー・メルカンテ・シニア - ラリー・マーチャント - ブライアン・ミッチェル (2009) - ボブ・モンゴメリー - カルロス・モンソン - アーチー・ムーア - ダービー・ムーア (フェザー級) - ジェリー・ムーア - デニー・モイヤー - マシュー・サード・ムハマド (2006) - エディ・ミュラー - アルマンド・ムニズ - ジェームズ・ムーレイ | N - ホセ・ナポレス - Dr.ビンセント・A・ナルディエッロ - アズマー・ネルソン - マイク・ネポラドニー - ケン・ノートン - ルー・ノヴァ - Dr.マックス・ノビッチ O - フィラデルフィア・ジャック・オブライエン - シーン・オグラディ - ルーベン・オリバレス - トニー・オリベラ - ジョーイ・オルモス - カール・ボボ・オルソン - ガスパール・オルテガ - カルロス・オルチス - マヌエル・オルティス - ケン・オバーリン P - フェルディ・パチェコ - カルロス・パロミノ - ダン・パーカー - ジョージ・パルナサス - ウィリー・パストラーノ - フロイド・パターソン - ダービー・パール - エウセビオ・ペドロサ - J・ラッセル・ペルツ - ポール・ペンダー - ウィリー・ペップ - パスカル・ペレス - エディ・パーキンス (2006) - ビリー・ペトロール - ヘスス・ピメンテル - ルペ・ピントール - ジョー・ポンス - アーロン・プライヤー Q - ジェリー・クエリー R - ホセ・ルイス・ラミレス - マンド・ラモス - シュガー・ラモス - マーク・ラトナー - ジェス・レイド - グラントランド・ライス - テックス・リカルド - ルシア・ライカ (2009) - ウィリー・リッチー - フレディ・ローチ - シュガー・レイ・ロビンソン - ライオネル・ローズ - マキシー・ローゼンブルーム - バーニー・ロス - チャーリー・ロス - ラリー・ロザディラ - デイモン・ラニアン S - サンディ・サドラー - ラウロ・サラス - ビセンテ・サルディバル - サルバドル・サンチェス - エベレット・Ｌ・サンダース - デイブ・サンズ - ピート・サンストル - ドン・サウアー - ジョニー・サクストン - マックス・シュメリング - ベルンハルド・シュワルツ - マーティ・サーボ - ジャック・シャーキー - ボブ・シェリダン - アル・シルバーニ - レッド・スミス - ジャック・ソロモンズ - ビリー・スーズ - マイケル・スピンクス - フレディ・スティール - リチャード・スティール - ハウイー・ステンドラー - エマニュエル・スチュワート - ジョー・ストーン - ヤング・ストリブリング - バート・ランドルフ・シュガー - ホセ・スライマン - ジョン・L・サリバン T - ルー・テンドラー - フィル・テラノバ - アーニー・テレル - マルセル・チル - ジョン・トーマス - ディック・タイガー - ダン・トビー - バリー・トンプキンス - セル・トランス - ホセ・トーレス - アラクラン・トーレス (2007) - ブルース・トランパー - ジーン・タニー - ボブ・ターリー - ランディ・ターピン U - トニー・ユニタス V - ジョニー・ビダル - パンチョ・ビラ (1994) W - ジャーシー・ジョー・ウォルコット - ミッキー・ウォーカー - ダニー・ワンボルト - スーイ・ウェルチ - パーネル・ウィテカー (2008) - ジェス・ウィラード - クリーブランド・ウィリアムズ - ホルマン・ウィリアムズ (1996) - アイク・ウィリアムス - ジャッキー・ウィルソン - チャーキー・ライト Y - テディ・ヤローズ - ディック・ヤング Z - トニー・ゼール - アルフォンソ・サモラ - ダニエル・サラゴサ - カルロス・サラテ - フリジー・ジビック - ファン・スリタ |